# 서성구역
서성구역(西城區域)은 조선민주주의인민공화국 평양직할시의 19개 구역의 하나이다. 보통강 유역의 모란봉구역의 서쪽, 형제산구역의 남쪽에 위치한다. 인구는 2008년 기준으로 147,138명이다.

## 역사
- 1946년 9월 - 평양특별시 서구에 속하게 되었다.
- 1952년 12월 - 서구역으로 개칭하였다.
- 1959년 9월 - 서성구역으로 개칭하였다.

## 행정 구역
15개의 동으로 구성된다.
- 장산동 (長山洞)
- 상흥동 (上興洞)
- 석봉동 (石峰洞)
- 장경 1동 (長慶 1洞)
- 장경 2동 (長慶 2洞)
- 중신동 (中新洞)
- 하신동 (下新洞)
- 서천동 (西川洞)
- 와산동 (臥山洞)
- 남교동 (南僑洞)
- 련못동
- 상신동 (上新洞)
- 서산 1동 (西山 1洞)
- 서산 2동 (西山 2洞)
- 긴재동

## 개요
서성구역에는 3대혁명전시관과 금융정보국, 외국문종합출판사, 평양고등교육인쇄공장이 있다. 외국문종합출판사는 북조선의 관광지를 홍보하는 서적들을 발행하는 곳으로서 버드나무거리에 있으며, 평양고등교육인쇄공장은 김일성종합대학과 김책공업종합대학들을 비롯한 북조선의 각 대학에 다니는 학생들을 위해 교과서를 편찬하는 곳이다.
이 외에도 북조선의 인민들이 이용하는 연못관이 있다. 연못관은 평양에서 살고 있는 주민들을 위해 개업한 곳으로 결혼식을 할 수 있도록 '특별서비스'를 하고 있다. 한편, 버드나무거리에 있는 봉화예술극장은 4월의 봄 친선예술축전과 같은 세계적인 행사 때 입장할 수 있다.